# Hôtel Novotel Paris Tour Eiffel
L’hôtel Novotel Paris Tour Eiffel, connu avant le XXIe siècle sous le nom d'« hôtel Nikko », est un gratte-ciel hôtelier situé dans le quartier du Front de Seine, dans le 15e arrondissement de Paris, en France. 
Ce site est desservi par les stations de métro Bir-Hakeim et Charles Michels. Il se trouve à proximité du centre commercial Beaugrenelle.

## Histoire

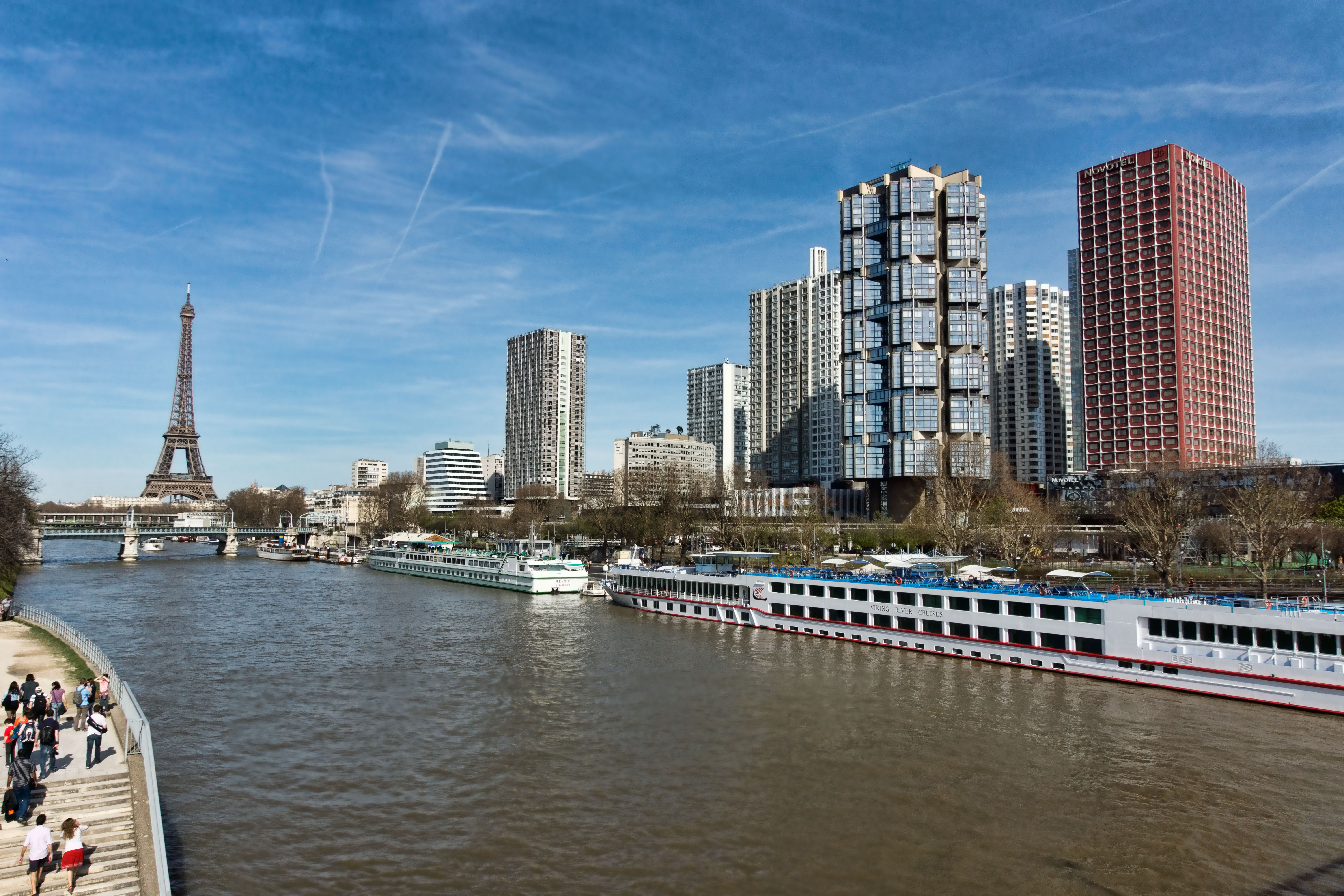
L'hôtel dans le quartier Front de Seine, tout à droite.

L'immeuble est situé au numéro 61 du quai de Grenelle dans le 15e arrondissement de Paris. Il fut édifié en 1976 sous l'appellation d'« Hôtel Nikko » pour Japan Airlines. La réalisation du mobilier et de la décoration des halls et restaurants de l'hôtel sont confiées à Pierre Paulin,.
Entre 2001, date du rachat par le groupe Accor, et 2003, date de la réouverture de l'hôtel sous l'enseigne Novotel, 25 millions d'euros ont été investis pour supprimer le style « japonisant » de l'hôtel.
Avec 764 chambres, c'est un des plus grands hôtels parisiens en termes de capacité, classé « gros porteur ». C'est aussi le second Novotel classé quatre étoiles de Paris avec le Novotel Les Halles, classement conservé grâce à son précédent propriétaire[réf. nécessaire] et à ses équipements (piscine, sauna, salle de fitness).
En 2015, l'immeuble et le fonds de commerce de l'hôtel sont rachetés par Chuc Hoang, un homme d'affaires français d'origine vietnamienne. En 2022, l'hôtel supprime les bouteilles en plastique.
Actuellement, l'hôtel oriente ses activités vers le tourisme d'affaires, les voyagistes et l'hébergement de personnels navigants commerciaux des compagnies aériennes[réf. nécessaire]. Il dispose de trente salles de conférence et de réunion.

## Architecture

L'hôtel, vu depuis la dalle du Front de Seine.

La tour a été dessinée par les architectes Julien Penven et Jean-Claude Le Bail, elle s'élève à une altitude de cent mètres, antenne comprise et dispose de trente-et-un étages, la façade a été réalisée en aluminium dans un style moderniste.
Le bâtiment est particulièrement visible dans le quartier Front de Seine grâce à ses 1 068 encadrements de fenêtres rouges. Avec la tour Totem et la tour Cristal, c'est l'une des constructions les plus originales du Front de Seine.

## Cerisiers

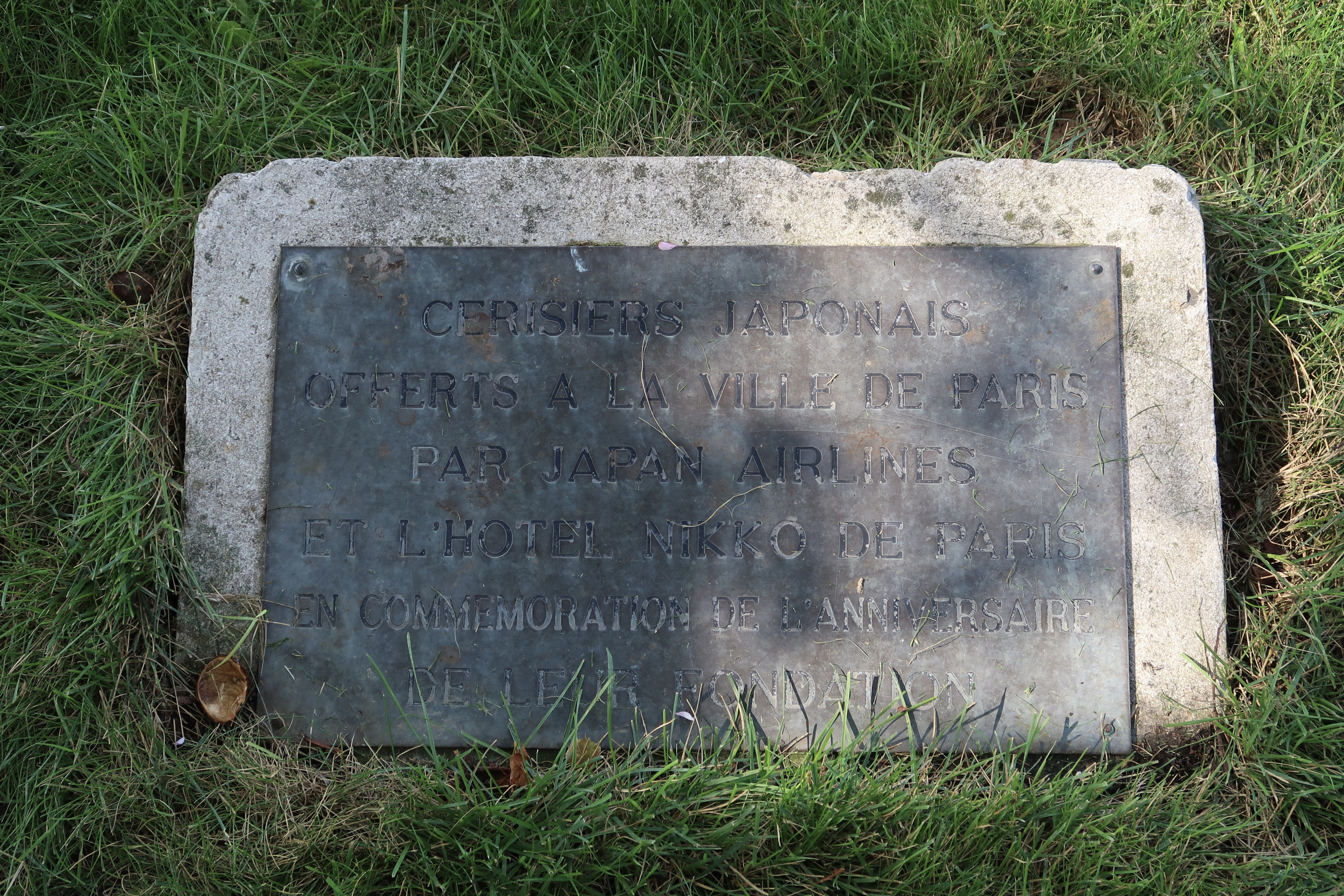
Plaque.

Devant l'hôtel, sur la promenade Gibran-Khalil-Gibran, est installée une plaque commémorative qui indique que des cerisiers japonais ont été offerts par Japan Airlines et l'hôtel. Une lanterne japonaise a également été érigée.